# Хелметові потоки

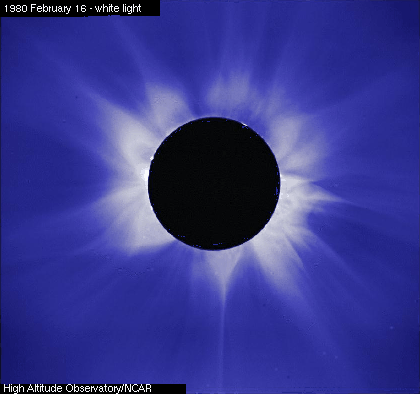
На зображеннях коронографа можна побачити Хелметові потоки, спрямовані радіально назовні від Сонця.

Хелметові потоки (стримери) — це витягнуті шипоподібні структури в короні Сонця, які часто видно на коронографах білого світла та під час сонячних затемнень. Вони являють собою замкнуті магнітні петлі, які розташовані над розділами між областями протилежної магнітної полярності на поверхні Сонця. Сонячний вітер подовжує ці петлі до загострених кінчиків, які можуть поширюватися на сонячний радіус або навіть далі вглиб корони.

## Структура

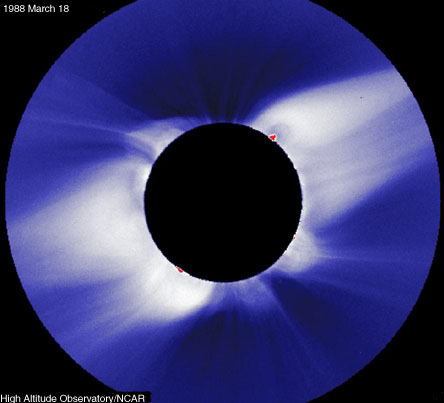
Стрімери шолома виглядають яскраво в білому світлі відносно навколишньої корональної плазми.

Хелметові потоки мають загострені основи, які радіально звужуються назовні від Сонця, утворюючи довгі стебла. Основа зазвичай простягається до 1,5 сонячних радіусів над поверхнею, тоді як ніжка, витягнута назовні сонячним вітром, може простягатися на багато сонячних радіусів
Магнітна структура: Хелметові потоки структуровані замкнутими магнітними полями та лежать над межами, що розділяють протилежні магнітні полярності у фотосфері Сонця. Їх тонкі ніжки складаються з протилежно спрямованих магнітних полів, які утворюють струмові шари. Ці стебла оточують відкриті, протилежно спрямовані магнітні поля, які прив’язані до корональних дірок, розташованих нижче в короні.
Випромінювання білого світла: Випромінювання білого світла хелметових потоків пояснюється високою електронною щільністю обмеженої плазми відносно навколишньої корони. Світло від фотосфери є Томпсоновим розсіюванням цих електронів з інтенсивністю розсіяного світла, яке залежить від кількості електронів уздовж лінії зору спостерігача.
Маленькі згустки плазми, або «плазмоїди», іноді вивільняються з кінчиків стримерів шолома, і це одне з джерел повільної складової сонячного вітру.

## Сонячний цикл
Під час сонячного мінімуму хелметові потоки зазвичай розташовані біля геліографічного екватора, у так званому поясі стримерів, протягом 11-річного Сонячного циклу. Протилежно, на полюсах Сонця розташовані великі корональні діри. Під час збільшення Сонячної активності поблизу сонячного максимуму хелметові потоки з’являються більш симетрично навколо Сонця. 
Під час виверження коронального викиду маси (CME) стример шолома, що лежить вище, деформується, перетворюючись на передній край CME. Подібним чином, порожнина стрічки шолома стає порожниною CME, а виступ шолома стає ядром CME.

## Псевдостримери
Структури в короні, схожі на шоломний стример, але з’єднують отвори однакової магнітної полярності, називаються псевдострімерами.    Вперше їх спостерігали за допомогою космічних коронографів і Хундгаузен (1972) назвав їх «плазмовими листами». Пізніше Zhao & Webb (2003) їх перейменували в «уніполярні стримери», а Ванг та ін. назвали їх «псевдострімерами». (2007).  Структуру псевдострімерів спостерігала у 2012 році Обсерваторія сонячної динаміки.
Магнітна топологія псевдострімерів була описана як така, що «містить у своїй основі подвійні нитки. Такі подвійні нитки топологічно з’єднані, мають спільну нейтральну точку та купол сепаратриси. Це був випадок, коли дві межі зміни полярності містять між собою поля з полярністю, протилежною полярності глобальної уніполярної конфігурації, що їх оточує (триполярний псевдострімер)»

Одиночна гібридна магнітна структура, яка складається з подвійного стримера/псевдострімера, спостерігалася в сонячній короні 5-10 травня 2013 року інструментом SWAP супутника PROBA2. Її структуру описали дослідники:
Він складається з пари нитяних каналів поблизу південного полюса Сонця. На західному краї структури магнітна морфологія над філаментами схожа на подвійний стример, розташований поруч, із відкритим полем між двома каналами. На східному краю магнітна морфологія схожа на корональний псевдострімер без центрального відкритого поля.

## Дивись також
- Список сонячних циклів
- Вінцева петля
- Сонячне радіовипромінювання